# マルセル・アルバース
マルセル・アルバース（Marcel Albers、1967年4月29日 – 1992年4月20日）はオランダのレーシングドライバー。
1989年のフォーミュラフォードチャンピオンシップでの優勝を含め、オランダ国内のフォーミュラで活躍したアルバースは、1990年にオペルユーロシリーズに移り、6位に入賞。 1991年にはイギリスF3に参戦して、初年度ながらシリーズ5位と好成績を残す。彼はまた、マスターズF3で3位入賞を果たし、デビッド・クルサードとジョルディ・ジェネと共に表彰台に上がった。1992年もイギリスF3に参戦したアルバースは、ドニントンパークでの開幕戦で勝利し、シルバーストンでの第2戦ではリタイアしたものの、第3戦スラクストンでは最前列で予選を通過した。
ところが、順調にキャリアを積んできたアルバースであったが、 このレースで悲劇が起きてしまう。ギアボックスのトラブルから回復した彼は、チームメイトのエルトン・ジュリアンの後ろを走っていた。クラブシケインのブレーキングエリアの直前で、ジュリアンの車のリアにヒット。彼のラルトはトラックを横切って横転し、安全柵に激突後して停止した。事故から1時間後医療センターに搬送される途中で亡くなる。まだ24歳の若さであった。彼は死後、レースで7位（事故後レースは停止していた）、チャンピオンシップでは11位であった。
彼と同じくオランダ出身で、レーシングドライバーのクリスチャン・アルバースは、姓は同じではあるが、親族ではないという。